# Editorial Torre
Pour les articles homonymes, voir Torre.
Editorial Torre est une maison d'édition fondée en 1943 à Valence (Espagne) par Xavier Casp et Miquel Adlert, spécialisée dans la publication d'ouvrages en langue catalane.
Actif jusqu'en 1966, Torre est l'un des plus grands représentants du valencianisme de l'après-guerre civile jusqu'à sa fermeture en 1966 et ses publications constituent encore au début du XXe siècle un référent de premier ordre dans la consolidation du valencien littéraire,,,.
L'expression « Groupe Torre » (en catalan : Grup Torre) est utilisé pour faire référence aux réunions informelles (tertulias) entre intellectuels gravitant autour de la maison d'édition, tenues au domicile de Xavier Casp. La revue Esclat incarne la tentative éphémère du groupe de se doter d'un organe d'une plus grande diffusion.

## Présentation et histoire
La fondation d'Editorial Torre fait suite à l'expulsion de Casp et Adlert de Lo Rat Penat en 1939.
Spécialisé dans la publication d'ouvrage en langue catalane, le groupe est l'un des principaux représentants du valencianisme culturel de l'après-guerre civile, avec Lo Rat Penat et les valencianistes historiques regroupés autour de la figure de Carles Salvador.
Les tertulias de Torre rassembleront des personnalités du valencianisme d'avant-guerre comme Maximilià Thous Llorens, Manuel Sanchis Guarner et Carles Salvador et des futures figures de proue du valencianisme telles qu'Eliseu Climent, Francesc de Paula Burguera et Joan Fuster. Bien que s'étant donné à l'origine la vocation de poursuivre les revendications politiques d'ANV, Torre finit par se restreindre au champ littéraire et culturel.
Torre publie également une revue homonyme dans laquelle certains comme Burguera, Cucó et Fuster publieront leurs premiers articles. Afin de déjouer la censure, Torre publie des articles et des livres avec des titres identiques en catalan et en castillan, comme Volar.
Toutefois ses tertulias ne soient pas exemptes de débats politisés parfois sources de tension — comme en novembre 1950 avec le jeune Fuster autour du concept de « nationalité » —. L'objectif affiché du groupe est de rassembler des « patriotes valenciens », et il se caractérise par sa recherche résolue de l'établissement de liens avec les autres territoires de langue catalane, particulièrement Barcelone et Palma de Majorque, en accueillant, lorsqu'ils sont de passage à Valence, des figures comme les Baléares Francesc de Borja Moll et Miquel Dolç (es) ou les Catalans Miquel Batllori (es) et Jaume Vidal Alcover.
Parmi les auteurs publiés par Editorial Torre figurent Jaume Bru i Vidal, Enric Valor, Emili Beüt ou Josep Iborra, Manuel Sanchis Guarner, Maria Beneyto et Vicent Andrés Estellés, entre autres,. Le groupe est également à l'origine de la publication de la revue Esclat à partir de 1948,,. La plupart des livres publiés par Torre étaient inclus dans la collection L'Espiga, dont le logotype était un épi de riz, plante emblématique de la région.
Grâce à un modèle linguistique soigné et au succès critique auprès des lecteurs des autres régions du domaine linguistique catalan, Torre permet de consolider l'implantation des Normes de Castelló au Pays valencien. Ainsi, les normes de Torre deviennent une référence prestigieuse pour les jeunes auteurs écrivant en valencien dans les années 1950.
Bien qu'influencé par la posture catholique et politiquement conservatrice de ses deux fondateurs, le groupe adopte une posture intellectuelle résolument moderniste et avant-gardiste, en opposition avec la vision plus populaire et traditionaliste des courants incarnés par Lo Rat Penat et les valencianistes historiques. 
Concrètement, Torre se positionne en rival de Lo Rat Penat, que les membres de Torre considéraient comme des collaborationnistes du régime franquiste car l'entité est assez largement contrôlée par celui-ci. Il se distingue également dans sa volonté manifeste d'établir de multiples liens culturels avec les autres territoires de langue catalane, en particulier Barcelone et Majorque. Le groupe Torre établit ainsi des contacts littéraires avec la Catalogne et les îles Baléares, des liens comme il n'y en avait jamais eu auparavant. Son pari pour la qualité littéraire et une modernité de style se démarquant que ce qui prévalait à Valence dans les années 1940 lui permettent de jouir d'une position centrale dans les milieux littéraires catalanophones jusqu'au début des années 1960. Le modèle du groupe Torre, qui sera imité par Fuster avec succès, consiste à former des groupes d’élites intellectuelles parmi les jeunes étudiants universitaires.
En raison du fort catholicisme de ses promoteurs, Joan Fuster commence à prendre ses distances avec le groupe autour de 1951, mais il s'agit d'un processus graduel. En 1959, les sessions d'enseignement du valencien appelées Aula Ausiàs March sont instaurées et de jeunes militants valencianistes comme Eliseu Climent, Alfons Cucó ou Joan Francesc Mira abandonnent la tertulia de Casp au début de la décennie suivante.
Dans une lettre à la revue catalane Serra d'or publiée le 6 juin 1961, Casp et Adlert s'opposent à la dénomination de « pays catalans » — reprise et diffusée par Fuster — car elle met trop l'emphase sur la diversité des territoires qui l'intègrent et lui préfèrent la proposition, plus unitaire, de « communauté catalanique » (« comunitat catalànica ») : « Pour l'ensemble de Valence, Majorque et la Catalogne, nous acceptons la dénomination suggérée par Miquel Adlert de 'Comunitat Catalànica', où le premier mot indique le type le type d'union qui existait et est celui que nous acceptons, et la seconde l'affirme l'unité de la langue et de la culture, tout en donnant un gentilé commun et nouveau pour tous, et ainsi nous conservons les anciens, avec les dénominations de toujours pour nos terres,.
La rupture au sein du valencianisme culturel apparaît au grand jour lors de la polémique surgie autour du livre El País Valenciano de Fuster paru en 1962, annonciatrice du conflit identitaire qui secouera la région au cours de la transition démocratique,. Selon l'historien Ferran Archilés, la rupture entre Fuster et Casp s'expliquerait par une volonté de chacun d'eux d'hégémoniser le monde du valencianisme autour de leur propre conception. Le discours de Fuster est plus attrayant pour les jeunes générations d'universitaire en raison de son caractère plus radical et ses affinités avec la pensée de gauche. En réaction, Casp et Adlert se replient sur des positions plus conservatrices. À partir de 1966, Casp et Adlert subissent une marginalisation progressive dans le milieu littéraire valencien et catalan, ce qui peut expliquer leur évolution ultérieure vers le sécessionnisme linguistique.
La dernière tertulia connue du groupe Torre date du 26 juin 1962 et le groupe est formellement dissous en 1966. La raison donnée à sa fermeture est l'entrée en vigueur de la Loi de presse (Ley de prensa) du régime, qui l'oblige à se constituer en entité commerciale. Une partie de la renommée acquise par le groupe a posteriori provient du changement de posture de ses deux fondateurs, qui adoptent un point de vue anticatalaniste lors de la transition démocratique et la bataille de Valence.

## La revueEsclat
En 1948, Torre publie à Valence la revue clandestine Esclat (« Éclat »), à périodicité bimestrielle mais dont seulement trois numéros paraissent. Elle est dirigée par Xavier Casp et Miquel Adlert, qui décident, après des tentatives entamées dès le début de l'après-guerre civile systématiquement frustrées par la censure, de la faire paraître sans autorisation.
Esclat, bien que plus modestement, est conçue à l'imitation de la revue barcelonaise Ariel. Chaque numéro comprend seize pages et son tirage était de cent cinquante exemplaires. Elle sert de bulletin de la tertulia, également clandestine, se réunissant chez Casp, et présente la production de plusieurs jeunes écrivains, la plupart valenciens et pour certains alors complètement inconnus, mais aussi certaines figures du valencianisme d'avant-guerre. Parmi les auteurs publiés les plus notables figurent Manuel Sanchis Guarner, Joan Fuster, Enric Valor, Josep Giner, Emili Roca, Josep Mascarell i Gosp (ca), Rafael Villar et Santiago Bru i Vidal.
Outre des poèmes en catalan, le revue a également publié des textes bilingues (texte original et version en catalan) de Rilke (la sixième Élégie de Duino), de Sidney Keyes (en) et de Marie Noël.
D'autres collaborations donnent lieu à des articles sur des sujets historiques, des questions lexicographiques et grammaticales, le théâtre, l'ethnographie et en général sur des thématiques culturelles et politiques dans une optique de « récupération nationale. »